# Gornja Breza
Gornja Breza är en ort i Bosnien och Hercegovina. Den ligger i entiteten Federationen Bosnien och Hercegovina, i den centrala delen av landet, 23 km norr om huvudstaden Sarajevo. Gornja Breza ligger 677 meter över havet och antalet invånare är 3 732.
Terrängen runt Gornja Breza är kuperad.Runt Gornja Breza är det ganska tätbefolkat, med 93 invånare per kvadratkilometer.. Närmaste större samhälle är Visoko, 7,6 km sydväst om Gornja Breza.
Omgivningarna runt Gornja Breza är en mosaik av jordbruksmark och naturlig växtlighet.